# Rolf Krake

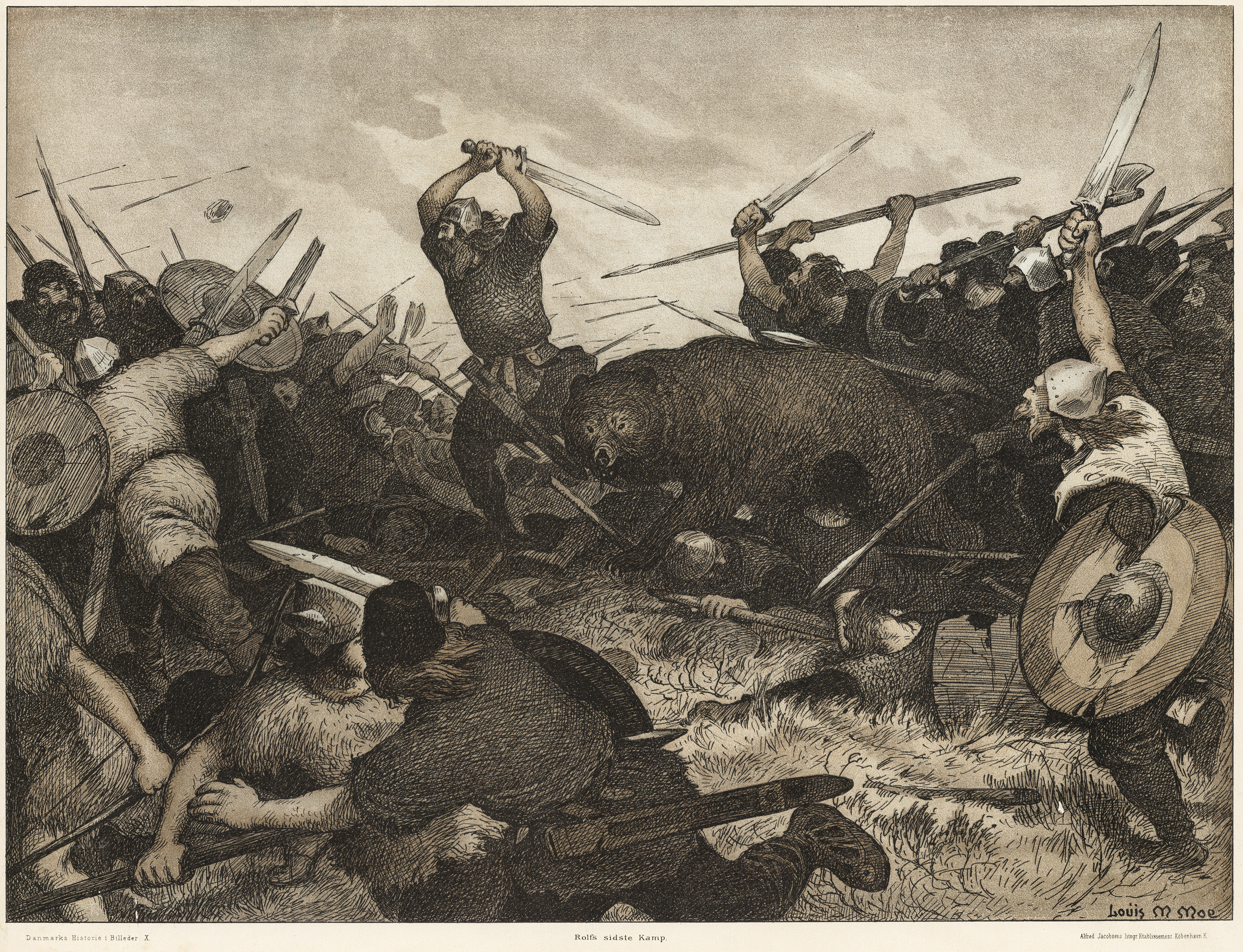
Hrolf Krakes letzter Kampf (Louis Moe um 1898)

Rolf Krake, Hrólfr Kraki, Hroðulf, Rolfo, Roluo, Rolf Krage war ein historisch nicht gesicherter König der dänischen Frühzeit (frühes 6. Jahrhundert). Der Beiname des Hrólfr, Kraki, rührt vom dän. krage (= ein abgeästeter, als Leiter benutzter Baumstamm) her, eine Anspielung auf seine kräftige Gestalt.

## Literarische Figur
Rolf Krake ist Protagonist in isländischen und dänischen Heldensagen des 12. und des 13. Jahrhunderts, ebenso erscheint er
im Beowulf, in Widsith, Gesta Danorum des Saxo Grammaticus, dem Skáldskaparmál des Snorri Sturluson, Chronicon Lethrense (Chronik von Lejre/Leire), einem kurzen dänischen, in Latein verfassten Werk des 12. Jahrhunderts, der Hrólfs saga kraka (Rolf Krake Sage), der Skjöldunga Saga, der Ynglingasaga und der Gautreks Sage.

## Rezeption
Der dänische Dichter Johannes Ewald verfasste 1770 das Trauerspiel Rolf Krage, das 1775 in Hamburg aufgeführt wurde und zu dem der Illustrator Daniel Chodowiecki fünf Kupferstiche anfertigte.